# 祕語夢境
《祕語夢境》（英語：Slumberland）是一部2022年美國奇幻冒險片，由法蘭西斯·羅倫斯執導，大衛·蓋恩（David Guion）和麥可·漢德爾曼（Michael Handelman）編寫劇本，Netflix發行。電影改編自温瑟·麦凯的漫畫系列《小尼莫梦乡历险记》，講述一名小女孩在一名半人半獸的生物幫助下，勇闖神秘的夢境中找回她的父親。主演包括傑森·摩莫亞、瑪洛·巴克利（Marlow Barkley）、凱爾·錢德勒、克里斯·奥多德、薇魯希·歐皮雅和茵蒂雅·狄比尤福特。
《祕語夢境》2022年11月18日於Netflix上線。影評界給予電影普遍負面的評價，但受到觀眾喜愛。

## 劇情
一名小女孩發現了通往夢境世界「夢土」（Slumberland）的秘密地圖，在一名半人半獸的法外份子協助下，她穿越了夢境，躲避惡夢，期望能再見到已故的父親。

## 演員
- 傑森·摩莫亞飾演佛利普（Flip）
- 瑪洛·巴克利（Marlow Barkley）飾演妮莫（Nemo）
- 凱爾·錢德勒飾演彼得（Peter）
- 克里斯·奥多德飾演菲利浦（Philip）
- 薇魯希·歐皮雅（英语：Weruche Opia）飾演格林探員（Agent Green）
- 茵蒂雅·狄比尤福特（英语：India de Beaufort）飾演艾莉亞女士（Ms. Arya）

## 製作
2020年3月3日，Netflix宣布傑森·摩莫亞將出演由法蘭西斯·羅倫斯執導、温瑟·麦凯漫畫系列《小尼莫梦乡历险记》的真人改編電影。但因COVID-19疫情影響，使製作進度暫緩。2020年10月12日，凱爾·錢德勒簽約出演，克里斯·奥多德及瑪洛·巴克利（Marlow Barkley）隨後加入演出陣容。次年2月18日，薇魯希·歐皮雅和茵蒂雅·狄比尤福特確認參演。主要拍攝2021年2月在加拿大多倫多開始進行，5月19日宣告殺青。作曲家派娜·托普拉克被聘來為電影配樂編寫樂譜。

## 發行
《祕語夢境》2022年11月18日在Netflix上線。此前定於2020年夏季。

## 反響
《祕語夢境》在影評界評價不佳，但受到歡眾喜愛。在爛番茄網站上基於37篇評論，新鮮度38%，平均得分5.2／10，網站影評家共識寫道：「溫瑟·麥凱的經典《小尼莫》漫畫是適合電影人開拓的肥美土地，但《秘語夢境》摒弃了連環畫的精神，轉而採用了毫無意義的奇觀。」在Metacritic上，電影根據15位影評的打分而獲得40分（滿分100），代表「好壞參半的評價」。

## 外部連結
- 互联网电影数据库（IMDb）上《祕語夢境》的资料（英文）
- 豆瓣电影上《祕語夢境》的資料 （简体中文）